# Philippinen-Hörnchen
Das Philippinen-Hörnchen (Sundasciurus philippinensis) ist eine Hörnchenart aus der Gattung der Sunda-Baumhörnchen (Sundasciurus). Es lebt auf mehreren philippinischen Inseln südlich von Samar.

## Merkmale
Das Philippinen-Hörnchen erreicht eine Kopf-Rumpf-Länge von etwa 19,0 bis 19,5 Zentimetern bei einem Gewicht von etwa 250 Gramm. Der Schwanz ist etwa 13,5 bis 14,5 Zentimeter lang und damit etwas kürzer als der restliche Körper. Die Rückenfarbe der Tiere ist einheitlich braun, die Bauchfarbe ist grau bis trüb-orange. Um die Augen haben die Tiere einen rötlichen Augenring, der Schwanz ist geringelt.

## Verbreitung
Das Philippinen-Hörnchen lebt endemisch auf den philippinischen Inseln. Das Verbreitungsgebiet erstreckt sich südlich von Samar und im Umfeld von Mindanao zudem über die Inseln Basilan, Biliran, Bohol, Dinagat, Leyte und Siargao. Auf Mindanao ist die Art auf der gesamten Insel anzutreffen. Die Höhenverbreitung reicht vom Flachland bis in Höhen von 2100 Metern.

## Lebensweise
Über die Lebensweise des Philippinen-Hörnchens liegen nur wenige Daten vor. Es lebt in Primär- und Sekundärwäldern des Flachlands sowie der Bergwälder und kommt häufig auch im Bereich landwirtschaftlicher Flächen vor.

## Systematik
Das Philippinen-Hörnchen wird als eigenständige Art innerhalb der Gattung der Sunda-Baumhörnchen (Sundasciurus) eingeordnet, die – je nach Autor – aus 15 bis 17 Arten besteht. Die wissenschaftliche Erstbeschreibung stammt von George Robert Waterhouse aus dem Jahr 1839, der die Art anhand von Individuen von der Insel Mindanao beschrieb. Eine Konspezifität mit weiteren Inselarten der Gattung wie dem Davao-Hörnchen (Sundasciurus davensis), dem Samar-Hörnchen (Sundasciurus samarensis) und dem Mindanao-Hörnchen (Sundasciurus mindanensis) ist möglich.
Innerhalb der Art werden neben der Nominatform keine weiteren Unterarten unterschieden.

## Status, Bedrohung und Schutz
Das Philippinen-Hörnchen wird von der International Union for Conservation of Nature and Natural Resources (IUCN) als nicht gefährdet (Least concern) gelistet. Begründet wird dies vor allem durch das vergleichsweise große Verbreitungsgebiet auf mehreren Inseln sowie das lokal häufige Vorkommen, teilweise auch in geschützten Gebieten. In Teilen des Verbreitungsgebietes werden die Tiere für den Haustierhandel gefangen und verkauft, lokal werden sie auch als Fleischquelle bejagt oder als Schädlinge bekämpft. Obwohl die Fänge wie auch die Bejagung einen Einfluss auf die Populationen haben, sind sie nicht bestandsgefährdend.

## Belege
1. 1 2 3 4  Richard W. Thorington Jr., John L. Koprowski, Michael A. Steele: Squirrels of the World. Johns Hopkins University Press, Baltimore MD 2012; S. 190–191. ISBN 978-1-4214-0469-1
2. 1 2 3 4 5 6  Sundasciurus philippinensis in der Roten Liste gefährdeter Arten der IUCN 2014.3. Eingestellt von: P. Ong, B. Tabaranza, G. Rosell-Ambal, D. Balete, L. Heaney, 2008. Abgerufen am 4. Januar 2015.
3. 1 2 3  Sundasciurus philippinensis In: Don E. Wilson, DeeAnn M. Reeder (Hrsg.): Mammal Species of the World. A taxonomic and geographic Reference. 2 Bände. 3. Auflage. Johns Hopkins University Press, Baltimore MD 2005, ISBN 0-8018-8221-4.